# Fuji (Shizuoka)
Pour les articles homonymes, voir Fuji.
Fuji (富士市, Fuji-shi) est une ville de la préfecture de Shizuoka, au Japon.

## Géographie

### Situation
La ville est située sur une plaine entre le mont Fuji au nord, les monts Ashitaka à l'est, l'océan Pacifique au sud et le fleuve Fuji à l'ouest.
C'est un point de passage obligé à la fois pour remonter vers Tokyo en venant du sud (Osaka, Nagoya, Kyoto), en allant vers la péninsule d'Izu par sa côte sud, et pour faire le tour du mont Fuji par l'ouest.

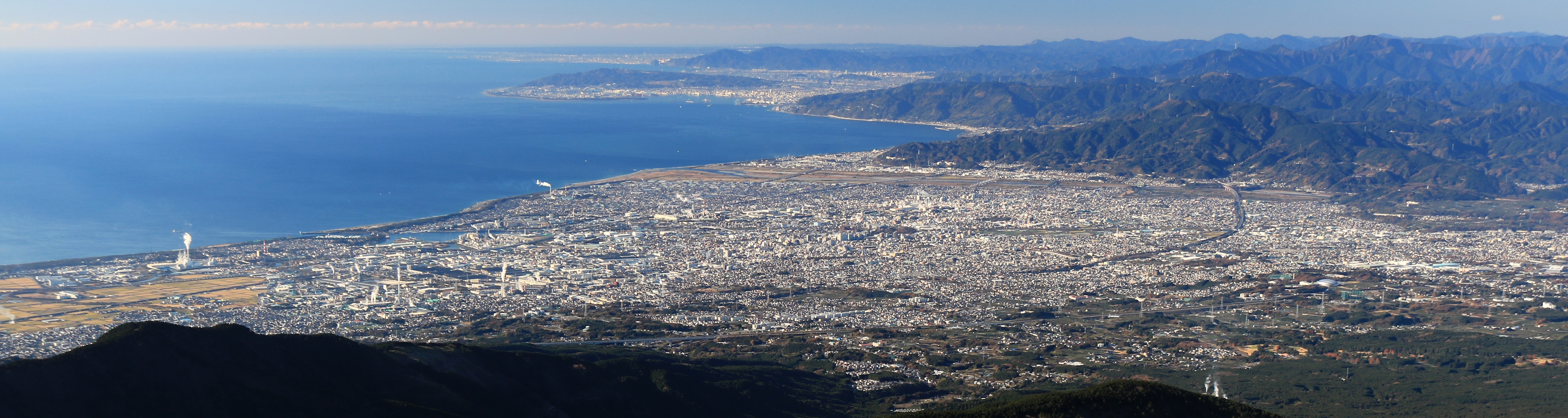
Vue panoramique de la ville depuis les monts Ashitaka.

### Municipalités limitrophes
| Fujinomiya | Gotemba         | Susono    |
| Fujinomiya | Fuji            | Nagaizumi |
| Shizuoka   | océan Pacifique | Numazu    |

### Démographie
Au 1er avril 2018, la population de Fuji était de 254 203 habitants, répartis sur une superficie de 244,95 km2.

### Climat
La ville a un climat subtropical humide caractérisé par des étés chauds et humides et des hivers relativement doux. La température annuelle moyenne à Fuji est de 16,2 °C. La pluviométrie annuelle moyenne est de 2 159,1 millimètres, septembre étant le mois le plus humide. Les températures sont les plus hautes en moyenne en août, à environ 27,0 °C, et les plus basses en janvier, à environ 5,8 °C.

## Histoire
La ville moderne de Fuji a été officiellement fondée le 1er novembre 1966. Elle devient ville spéciale en 2001.

## Économie
La ville de Fuji présente de très nombreuses industries de pâte à papier, industries nécessitant beaucoup d'eau.

## Transports
La ville est desservie par la ligne Shinkansen Tōkaidō à la gare de Shin-Fuji, les lignes classiques Tōkaidō et Minobu à la gare de Fuji et la ligne Gakunan de la compagnie privée Gakunan Electric Train.

## Jumelage
- Oceanside (États-Unis)

## Personnalités liées à la ville
- Yoji Totsuka (1942-2008), physicien
- Hiroyuki Shirai (né en 1974), footballeur
- Yoshikatsu Kawaguchi (né en 1975), footballeur
- Shūji Kondō (né en 1981), catcheur
- Daigo Kobayashi (né en 1983), footballeur
- Hideki Ishige (né en 1984), footballeur